# Рерьё
Рерьё (фр. Reyrieux) — коммуна во Франции, находится в регионе Рона — Альпы. Департамент — Эн. Административный центр кантона Рерьё. Округ коммуны — Бурк-ан-Брес.
Код INSEE коммуны — 01322.

## География
Коммуна расположена приблизительно в 380 км к юго-востоку от Парижа, в 20 км севернее Лиона, в 45 км к юго-западу от Бурк-ан-Бреса.
На западе коммуны протекает река Сона.

## Климат
Климат полуконтинентальный с холодной зимой и тёплым летом. Дожди бывают нечасто, в основном летом.

## Население
Население коммуны на 2010 год составляло 4093 человека.
| 1962 | 1968 | 1975 | 1982 | 1990 | 1999 | 2010 |
| ---- | ---- | ---- | ---- | ---- | ---- | ---- |
| 1162 | 1262 | 1536 | 2380 | 3057 | 3690 | 4093 |

## Администрация
| Период | Период | Фамилия          | Партия       | Примечания |
| ------ | ------ | ---------------- | ------------ | ---------- |
| 1982   | 1995   | Луи-Антуан Дюрья |              |            |
| 1995   | 2014   | Шарль Берто      | Разные левые |            |
| 2014   | 2020   | Жакки Дютрюк     |              |            |

## Экономика
В 2010 году среди 2581 человека трудоспособного возраста (15—64 лет) 1876 были экономически активными, 705 — неактивными (показатель активности — 72,7 %, в 1999 году было 69,9 %). Из 1876 активных жителей работали 1793 человека (952 мужчины и 841 женщина), безработных было 83 (39 мужчин и 44 женщины). Среди 705 неактивных 324 человека были учениками или студентами, 236 — пенсионерами, 145 были неактивными по другим причинам.